# Asaph Hall
Asaph Hall (ur. 15 października 1829 w Goshen, zm. 22 listopada 1907 w Annapolis) – amerykański astronom, najbardziej znany jako odkrywca dwóch księżyców Marsa (Fobosa i Deimosa) w 1877. Zajmował się również obliczaniem orbit księżyców innych planet i gwiazd podwójnych, wyznaczył okres obrotu Saturna i masę Marsa.

## Życiorys
Urodził się w Goshen w stanie Connecticut. Od 16 roku życia pracował jako rzemieślnik, później dostał się do college’u w New Hudson. W 1856 ożenił się z Angeline Stickney.
W 1856 zaczął pracować w obserwatorium Uniwersytetu Harvarda w Cambridge, gdzie zajmował się obliczaniem orbit. Od 1862 Hall pracował w obserwatorium marynarki wojennej w Waszyngtonie, gdzie po roku objął stanowisko profesora.
Od 1875 Hall miał możliwość prowadzenia obserwacji za pomocą teleskopu o średnicy 66 cm, ówcześnie największego refraktora na świecie. Za jego pomocą ustalił okres obrotu Saturna, wykorzystując do tego białą plamę na powierzchni planety. W 1884 odkrył, że linia apsyd orbity jednego z księżyców Saturna, Hyperiona, porusza się ruchem wstecznym z prędkością 20° na rok. Hall badał również paralaksy i pozycje gwiazd w gromadzie otwartej Plejady. W latach 1896–1901 pracował jako profesor na Uniwersytecie Harvarda w Cambridge.
W 1879 otrzymał Złoty Medal Królewskiego Towarzystwa Astronomicznego. Jego nazwisko nosi jeden z kraterów na Księżycu.